# Wolfgang Thiele (Jurist)
Wolfgang Wilhelm Bernhard Thiele (* 22. Januar 1929 in Hamburg; † 16. März 1983 in Kiel) war ein deutscher Jurist.

## Leben

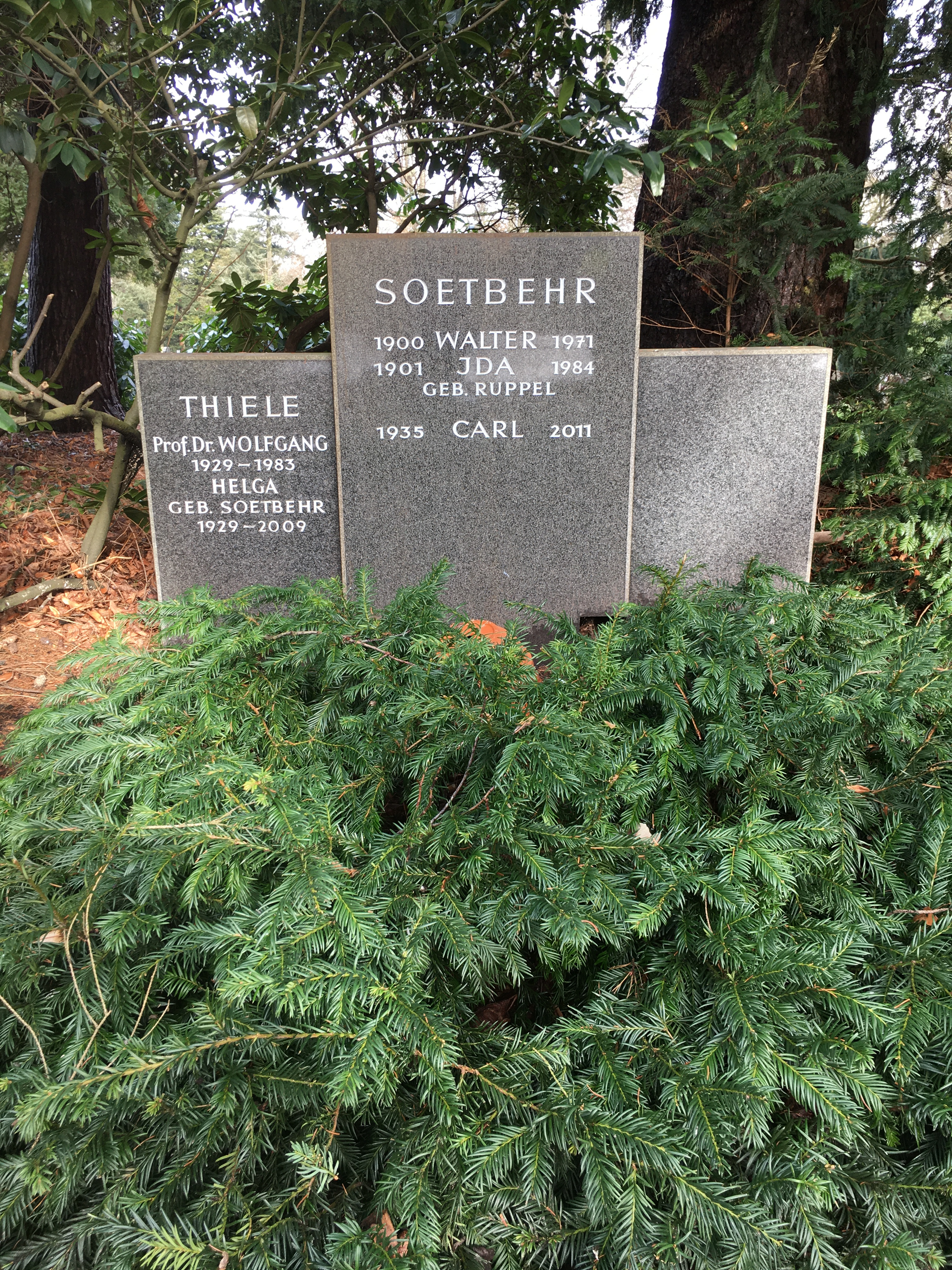
Grabstätte auf dem Friedhof Ohlsdorf

Nach der Promotion zum Dr. iur. in Hamburg am 3. März 1958 und der Habilitation 1964 ebenda war er von 1964 bis 1966 Privatdozent für Bürgerliches Recht an der Universität Hamburg. Von 1966 bis 1983 war er Professor für Handelsrecht, Arbeitsrecht und Bürgerliches Recht an der Christian-Albrechts-Universität zu Kiel. 1974/1975 war er dort Dekan der Rechtswissenschaftlichen Fakultät. Von 1981 bis 1983 war er außerdem Richter am Oberlandesgericht in Kiel. Sein Arbeitsschwerpunkt war das Schuldrecht.
Wolfgang Thiele war verheiratet und hatte zwei Kinder. Seine letzte Ruhestätte fand er auf dem Friedhof Ohlsdorf. Sie liegt gegenüber von Kapelle 9 im Planquadrat AB 39.

## Schriften (Auswahl)
- gem. m. Karl-Heinz Fezer: BGB, allgemeiner Teil. (4. Aufl.) Wolfgang Metzner Verlag, Frankfurt am Main 1990, ISBN 978-3-472-63345-7.
- gem. m. Alexander Ostrowicz: Schuldrecht, besonderer Teil. (3., überarb. Aufl.) Metzner, Frankfurt am Main, 1982, ISBN 978-3-7875-3332-9.
- BGB, allgemeiner Teil, allgemeines Schuldrecht. (3., überarb. Aufl.), Metzner, Frankfurt am Main 1980, ISBN 978-3-7875-3322-0.
- Die Zustimmungen in der Lehre vom Rechtsgeschäft. Heymann, Köln 1966 (zugl. Habil.-Schrift, Univ. Hamburg), OCLC 714263206.
- Die Zugewinngemeinschaft. Hamburg 1957, OCLC 720456954.